# Mimente
Die Mimente ist ein rechter Nebenfluss des Tarnon im Einzugsgebiet des Tarn in der Region Okzitanien in Frankreich. 

## Flusslauf
Die Mimente verläuft im Département Lozère. Sie entspringt im Nationalpark Cevennen, beim Gipfel Signal de Ventalon (1350 m), im Gemeindegebiet von Saint-Privat-de-Vallongue. Der Fluss entwässert in einem Bogen über Südwest nach Nordwest und mündet nach rund 27 Kilometern im Gemeindegebiet von Florac in den Tarnon.

## Orte am Fluss
- Cassagnas
- Saint-Julien-d’Arpaon
- La Salle-Prunet